# Cosmas- und Damiankirche (Ennabeuren)

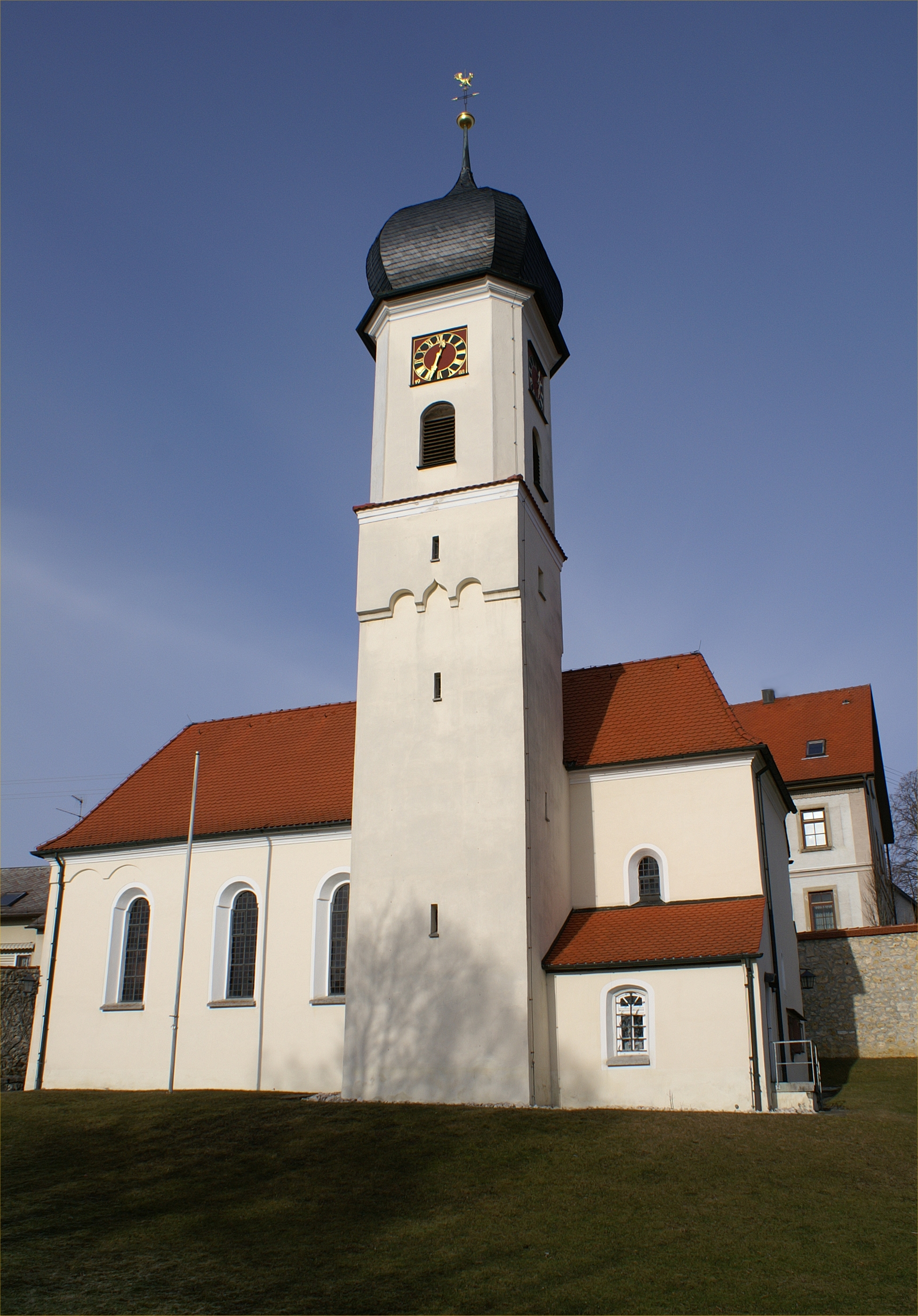
Cosmas- und Damiankirche in Ennabeuren

Die evangelische Cosmas- und Damiankirche, sie war von 1596 bis 1935 Simultankirche, steht im ummauerten Friedhof von Ennabeuren, einem Gemeindeteil von Heroldstatt im Alb-Donau-Kreis in Baden-Württemberg. Die Kirchengemeinde gehört dem Kirchenbezirk Bad Urach-Münsingen der Evangelischen Landeskirche in Württemberg an. Sie ist beim Landesamt für Denkmalpflege Baden-Württemberg als Baudenkmal eingetragen.

## Beschreibung
Der romanische Vorgängerbau wurde 1756 erneuert. Die neue barocke Saalkirche besteht aus einem Langhaus, einem eingezogenen, gerade geschlossenen Chor im Osten und einem Chorflankenturm an dessen Südwand, der mit einer Zwiebelhaube bedeckt ist. Das oberste Geschoss mit abgeschrägten Ecken beherbergt die Turmuhr und den Glockenstuhl.
Im Innenraum, an der Nordwand des Langhauses, wurden 1936 Reste von gotischen Wandmalereien freigelegt. Ein Kruzifix hängt am Chorbogen. Die Orgel wurde 1936 als Opus 761 von der Giengener Orgelmanufaktur Gebr. Link errichtet.